# Szczenurze (gromada)
Szczenurze – dawna gromada, czyli najmniejsza jednostka podziału terytorialnego Polskiej Rzeczypospolitej Ludowej w latach 1954–1972.
Gromady, z gromadzkimi radami narodowymi (GRN) jako organami władzy najniższego stopnia na wsi, funkcjonowały od reformy reorganizującej administrację wiejską przeprowadzonej jesienią 1954 do momentu ich zniesienia z dniem 1 stycznia 1973, tym samym wypierając organizację gminną w latach 1954–1972.
Gromadę Szczenurze z siedzibą GRN w Szczenurzu utworzono – jako jedną z 8759 gromad na obszarze Polski – w powiecie lęborskim w woj. gdańskim na mocy uchwały nr 20/III/54 WRN w Gdańsku z dnia 5 października 1954. W skład jednostki weszły obszary dotychczasowych gromad Szczenurze, Łebieniec, Nowęcin i Sarbsk ze zniesionej gminy Wicko oraz miejscowość Steknica z miasta Łeba w tymże powiecie. Dla gromady ustalono 13 członków gromadzkiej rady narodowej.
1 stycznia 1960 gromadę zniesiono, a jej obszar włączono do gromad Wicko (miejscowości Nowęcin, Lucin, Polanowiec, Siecisławie, Strzygonice, Biesno, Stęknica, Łebieniec, Szczenurze i Rychlino) i Sasino (miejscowości Sarbsk i Przybrzeże) w tymże powiecie.